# Rous Cup 1987
De Rous Cup 1987 was de 3e editie van de Rous Cup. Het toernooi werd gehouden van 19 tot en met 26 mei 1987. Brazilië werd kampioen.
In tegenstelling tot de eerdere edities van dit toernooi werden er meerdere wedstrijden gespeeld op dit toernooi. Brazilië was uitgenodigd om deel te nemen en won het toernooi. Engeland speelde twee keer gelijk en eindigde op de tweede plaats, achter Schotland.

## Eindstand
| Team      | Gsp | W | G | V | DV | DT | DS | Ptn |
| --------- | --- | - | - | - | -- | -- | -- | --- |
| Brazilië  | 2   | 1 | 1 | 0 | 3  | 1  | +2 | 3   |
| Engeland  | 2   | 0 | 2 | 0 | 1  | 1  | 0  | 2   |
| Schotland | 2   | 0 | 1 | 1 | 0  | 2  | –2 | 1   |

## Wedstrijden

### Engeland vs Brazilië
|                                                  |                  |       |                |                                                                                   |
| 19 mei 1987 «onderlinge duels» 20:00 uur (UTC+1) | Engeland         | 1 – 1 | Brazilië       | Wembley Stadium, Londen Toeschouwers: 92.000 Scheidsrechter: Michel Vautrot (FRA) |
| 19 mei 1987 «onderlinge duels» 20:00 uur (UTC+1) | Gary Lineker 35' |       | 36' Mirandinha | Wembley Stadium, Londen Toeschouwers: 92.000 Scheidsrechter: Michel Vautrot (FRA) |

| Engeland | Brazilië |

| GK           | 1  | Peter Shilton (Southampton)        |  |     |
| DF           | 2  | Gary Stevens (Everton)             |  |     |
| DF           | 5  | Tony Adams (Arsenal)               |  |     |
| DF           | 6  | Terry Butcher (Rangers)            |  |     |
| DF           | 3  | Stuart Pearce (Nottingham Forest)  |  |     |
| MF           | 4  | Peter Reid (Everton)               |  |     |
| MF           | 7  | Bryan Robson (Manchester United)   |  |     |
| MF           | 8  | Chris Waddle (Tottenham Hotspur)   |  |     |
| FW           | 10 | Gary Lineker (Barcelona)           |  | 76' |
| FW           | 9  | Peter Beardsley (Newcastle United) |  |     |
| MF           | 11 | John Barnes (Watford)              |  |     |
| Invallers:   |    |                                    |  |     |
| FW           | 0  | Mark Hateley (Milan)               |  | 76' |
| Coach:       |    |                                    |  |     |
| Bobby Robson |    |                                    |  |     |

| GK                   | 1  | Carlos (Corinthians)      |     |     |
| DF                   | 2  | Josimar (Botafogo)        | 47' |     |
| DF                   | 3  | Geraldão (Porto)          |     |     |
| MF                   | 5  | Ricardo Rocha (Guarani)   |     |     |
| MF                   | 6  | Douglas (Cruzeiro)        |     |     |
| DF                   | 4  | Nelsinho (São Paulo)      |     |     |
| FW                   | 9  | Müller (São Paulo)        |     |     |
| MF                   | 10 | Silas (São Paulo)         |     | 82' |
| FW                   | 11 | Mirandinha (Palmeiras)    |     |     |
| MF                   | 7  | Edu Marangon (Portuguesa) |     | 82' |
| MF                   | 8  | Valdo (Grêmio)            |     |     |
| Invallers:           |    |                           |     |     |
| MF                   | 15 | Dunga (Santos)            |     | 82' |
| MF                   | 17 | Raí (São Paulo)           |     | 82' |
| Coach:               |    |                           |     |     |
| Carlos Alberto Silva |    |                           |     |     |

### Schotland vs Engeland
|                                                  |           |       |          |                                                                               |
| 23 mei 1987 «onderlinge duels» 15:00 uur (UTC+1) | Schotland | 0 – 0 | Engeland | Hampden Park, Glasgow Toeschouwers: 64.713 Scheidsrechter: Dieter Pauly (FRG) |
| 23 mei 1987 «onderlinge duels» 15:00 uur (UTC+1) |           |       |          | Hampden Park, Glasgow Toeschouwers: 64.713 Scheidsrechter: Dieter Pauly (FRG) |

| GK            | 1  | Jim Leighton (Aberdeen)           |  |     |
| DF            | 2  | Richard Gough (Tottenham Hotspur) |  |     |
| DF            | 3  | Murdo MacLeod (Celtic)            |  |     |
| MF            | 4  | Paul McStay (Celtic)              |  |     |
| DF            | 5  | Alex McLeish (Aberdeen)           |  |     |
| DF            | 6  | Willie Miller (Aberdeen)          |  |     |
| FW            | 7  | Ally McCoist (Rangers)            |  |     |
| MF            | 8  | Roy Aitken (Celtic)               |  |     |
| FW            | 9  | Brian McClair (Celtic)            |  | 58' |
| MF            | 10 | Neil Simpson (Aberdeen)           |  |     |
| MF            | 11 | Ian Wilson (Leicester City)       |  |     |
| Invallers:    |    |                                   |  |     |
| FW            | 0  | Charlie Nicholas (Arsenal)        |  | 58' |
| Coach:        |    |                                   |  |     |
| Andy Roxburgh |    |                                   |  |     |

| GK           | 1  | Chris Woods (Rangers)              |
| DF           | 2  | Gary Stevens (Everton)             |
| DF           | 3  | Stuart Pearce (Nottingham Forest)  |
| MF           | 4  | Glenn Hoddle (Tottenham Hotspur)   |
| DF           | 5  | Mark Wright (Southampton)          |
| DF           | 6  | Terry Butcher (Rangers)            |
| MF           | 7  | Bryan Robson (Manchester United)   |
| MF           | 8  | Steve Hodge (Tottenham Hotspur)    |
| FW           | 9  | Mark Hateley (Milan)               |
| FW           | 10 | Peter Beardsley (Newcastle United) |
| MF           | 11 | Chris Waddle (Tottenham Hotspur)   |
| Coach:       |    |                                    |
| Bobby Robson |    |                                    |

### Schotland vs Brazilië
|                                                  |           |                         |          |                                                                                |
| 26 mei 1987 «onderlinge duels» 20:00 uur (UTC+1) | Schotland | 0 – 2                   | Brazilië | Hampden Park, Glasgow Toeschouwers: 41.384 Scheidsrechter: Luigi Agnolin (ITA) |
| 26 mei 1987 «onderlinge duels» 20:00 uur (UTC+1) |           | 51' Raí 61' Valdo Filho |          | Hampden Park, Glasgow Toeschouwers: 41.384 Scheidsrechter: Luigi Agnolin (ITA) |

| Schotland | Brazilië |

| GK            | 1  | Andy Goram (Oldham Athletic)      |  |     |
| DF            | 2  | Richard Gough (Tottenham Hotspur) |  |     |
| DF            | 3  | Murdo MacLeod (Celtic)            |  |     |
| MF            | 4  | Roy Aitken (Celtic)               |  |     |
| DF            | 5  | Alex McLeish (Aberdeen)           |  |     |
| DF            | 6  | Willie Miller (Aberdeen)          |  |     |
| MF            | 7  | Paul McStay (Celtic)              |  |     |
| MF            | 8  | Jim McInally (Dundee United)      |  | 58' |
| FW            | 9  | Ally McCoist (Rangers)            |  |     |
| MF            | 10 | Ian Wilson (Leicester City)       |  |     |
| FW            | 11 | Davie Cooper (Rangers)            |  |     |
| Invallers:    |    |                                   |  |     |
| FW            | 0  | Brian McClair (Celtic)            |  | 58' |
| Coach:        |    |                                   |  |     |
| Andy Roxburgh |    |                                   |  |     |

|                      |    |                           |  |
|                      |    |                           |  |
| GK                   | 1  | Carlos (Corinthians)      |  |
| DF                   | 2  | Josimar (Botafogo)        |  |
| DF                   | 3  | Geraldão (Porto)          |  |
| MF                   | 4  | Ricardo Rocha (Guarani)   |  |
| MF                   | 5  | Douglas (Cruzeiro)        |  |
| DF                   | 6  | Nelsinho (São Paulo)      |  |
| FW                   | 7  | Müller (São Paulo)        |  |
| MF                   | 8  | Raí (São Paulo)           |  |
| FW                   | 9  | Mirandinha (Palmeiras)    |  |
| MF                   | 10 | Edu Marangon (Portuguesa) |  |
| MF                   | 11 | Valdo (Grêmio)            |  |
| Coach:               |    |                           |  |
| Carlos Alberto Silva |    |                           |  |